# 圣彼得堂 (上海)
圣彼得堂是中国上海历史上的一座教堂，由美国圣公会差会开辟，原址位于今黄浦区西北部的北京西路351号（新昌路口）。

## 历史
圣彼得堂的历史源于1887年，美国圣公会传教士汤蔼礼在当时上海英租界西部边缘的泥城桥租用民房，设立了显主堂。数年后显主堂迁至界外的新闸路长庆里。1897年，汤蔼礼会长返回美国，继任的李思伦牧师购买不远处的爱文义路、梅白格路口（今北京西路351号），开始建造教堂。教堂在次年（1898年）10月落成，名为圣彼得堂。教堂毗邻圣公会广仁医院（后更名宏仁医院）。。
此后，圣彼得堂为圣公会在上海的重要教堂之一，也是市中心区的主要教堂之一。圣彼得堂信徒中知识分子和工商业者较多，在1914年实现了自养。
1937年淞沪会战爆发后，地处虹口战区的圣公会同仁医院迁来，借用广仁医院。
附属于圣彼得堂的分堂和布道所有3座：西区分堂，位于迪化路（乌鲁木齐北路）2号，后迁长宁区江苏路443弄51支弄11号；康家桥布道所，位于江宁区梵皇渡路康家桥街14弄9号；虹口布道所，位于虹口区吉祥路安吉里15号。
1958年，在献堂献庙高潮中，圣彼得堂的三处分堂均被献给人民政府，总堂则得以作为新成区的联合礼拜场所之一得以保留。1966年文化大革命爆发后，圣彼得堂总堂关闭，由上海市胸科医院占用。文革结束后圣彼得堂没有归还教会，并且在1994年在市政改造中被拆除。  
1913年，黄兴在上海圣彼得堂受洗。
20世纪著名的红色特工董健吾（1891年－1970年）曾经长期以圣彼得堂牧师身份为掩护，从事中共中央特科的秘密情报工作，并开办大同幼稚园，收养中共烈士和领导人的子女。1932年大同幼稚园关闭后，他将毛岸英、毛岸青兄弟带回自己家中抚养。1936年，又曾担任南京国民政府与中共进行联系的特使。